# Escola Rinpa

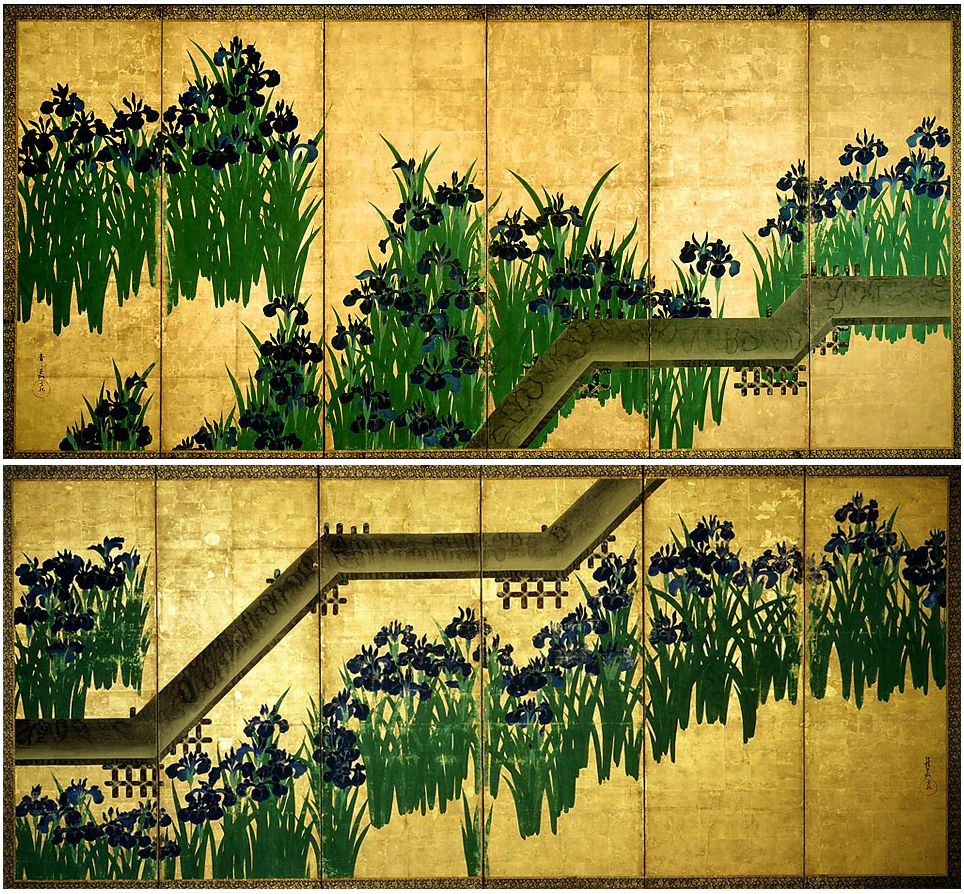
Iris a Yatsuhashi (els vuit ponts) d'Ogata Korin, 1709. Tinta i colors sobre pa d'or en paper, 163,7 × 352,4 cm. Museu Metropolità d'Art de Nova York

L'Escola Rinpa (en japonés: 琳派), a vegades transcrita Rimpa, és una de les principals escoles històriques de pintura japonesa. No és pas, però, una “escola" tradició japonesa, amb mestres i aprenents. El nom Rinpa prové del nom d'un artista de mitjan període Edo, Ogata Korin (1658-1716), del qual es va agafar el caràcter "rin", unit al caràcter "pa": 'escola', 'facció', i inclou artistes des del segle XVII fins al XX, que es van apropiar d'elements de l'estil introduït pel primer o alguns successors.
El terme Rinpa, literalment 'l'escola de Korin', s'atribueix retrospectivament a uns artistes que tenen certs trets estilístics a la primeria del segle XVII. De fet, el moviment en què es trobava Korin va aparèixer a principis del segle XVII, començament del període Edo, amb l'artista Honami Kōetsu (1558-1637), que practicava sobretot la cal·ligrafia, la ceràmica sense decorar i la laca, i amb Tawaraya Sōtatsu (mort cap al 1643), que feia pintura decorativa. A vegades treballaven junts, però esporàdicament.
Uns cinquanta anys després, els germans Ogata Kōrin i Ogata Kenzan feren seus elements de l'estil dels seus predecessors. En aquesta segona onada, la pintura decorativa encara s'associa, sovint, amb poemes cal·ligràfics il·lustrats; veiem, però, aparéixer ceràmica decorada amb els objectes lacats d'Ogata Kenzan. Aleshores les publicacions feren circular aquests motius, que s'aplicaren a la roba: kosode (quimono), i els recolliren ocasionalment altres artistes.
La producció d'aquest moviment decoratiu Rinpa continua hui.

## Context inicial i característiques

### Art a Kyoto, capital imperial, Edo, centre polític i administratiu

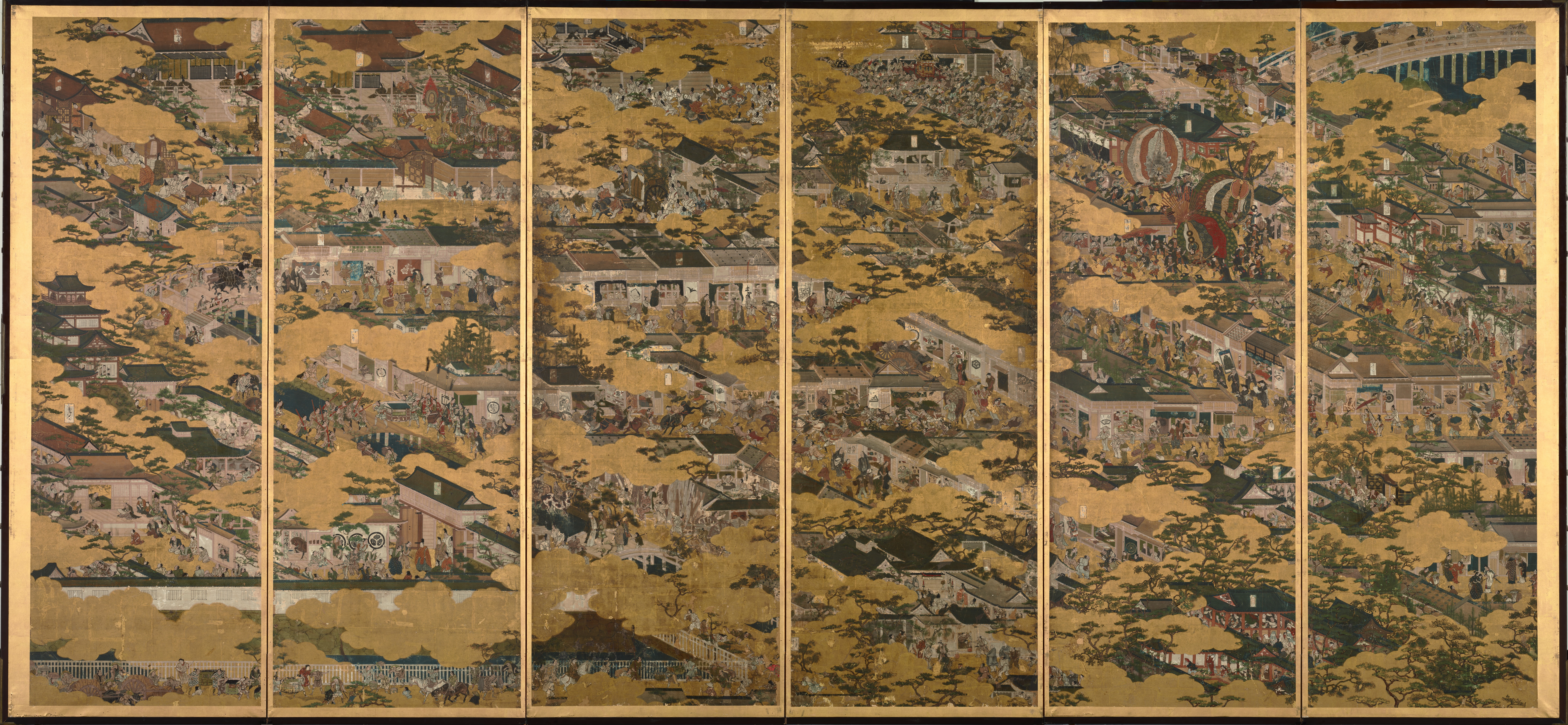
Per tal de poder mesurar l'enorme desfasament entre el camí escollit pels fundadors de l'escola Rinpa i el seu context artístic i polític, ací, en un estil hereu del de l'escola Tosa: Escenes a Kyoto i als voltants. Amb acumulació d'anècdotes detallades, mentre que per a Kōetsu i Sōtatsu les seues creacions només inclouen evocacions al·lusives, formes senzilles, composicions breus. Pantalla (des de l'esquerra) amb sis fulles, d'un parell. Tinta i colors, paper, or, 162,7 × 342,4, c. 1615. Iwasa Matabei, Museu Nacional de Tòquio

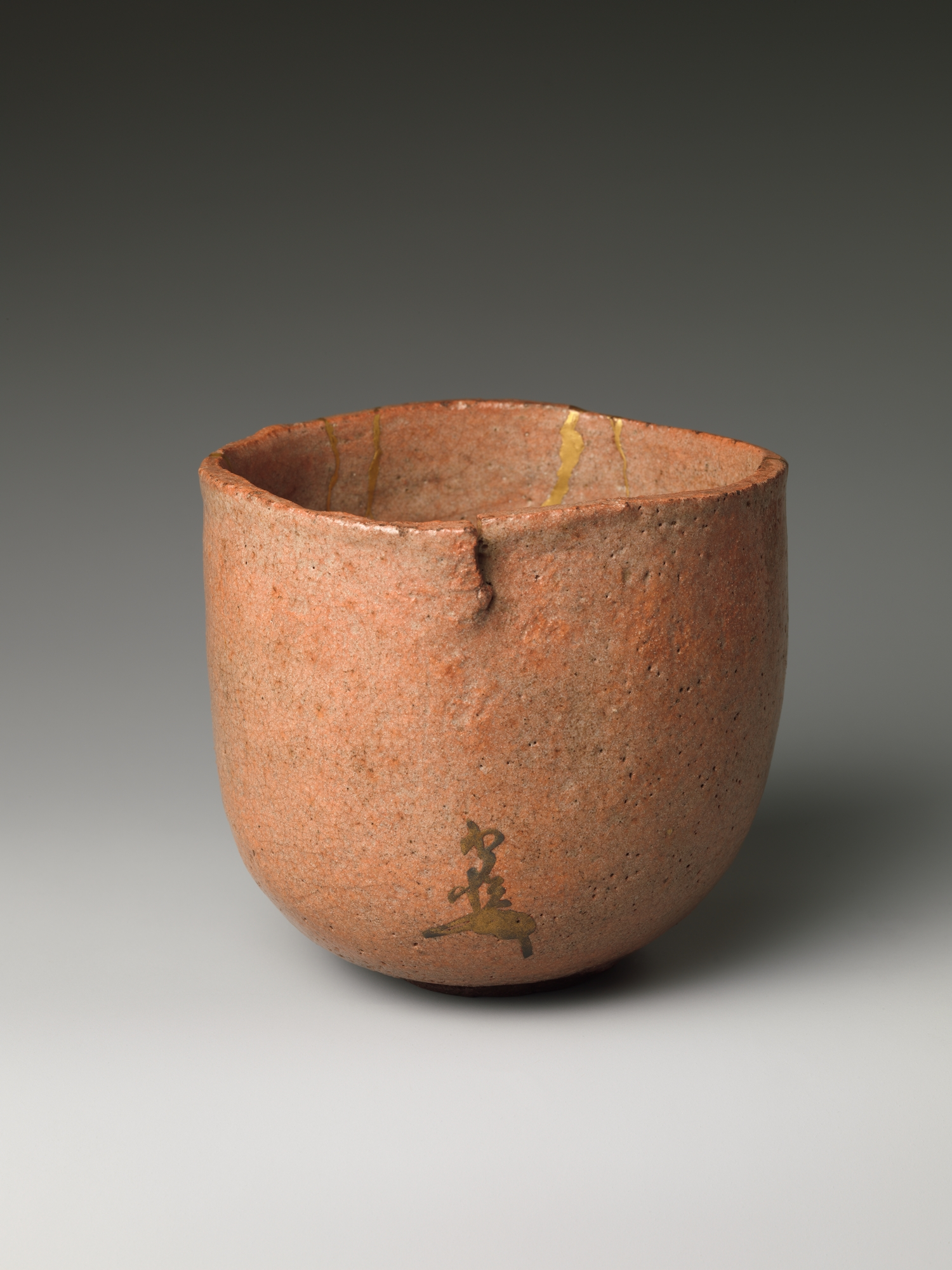
Honami Kōetsu. Bol de te, cap al 1600. Argila amb esmalt, tret de la part inferior. H. 11.4; D.. MET

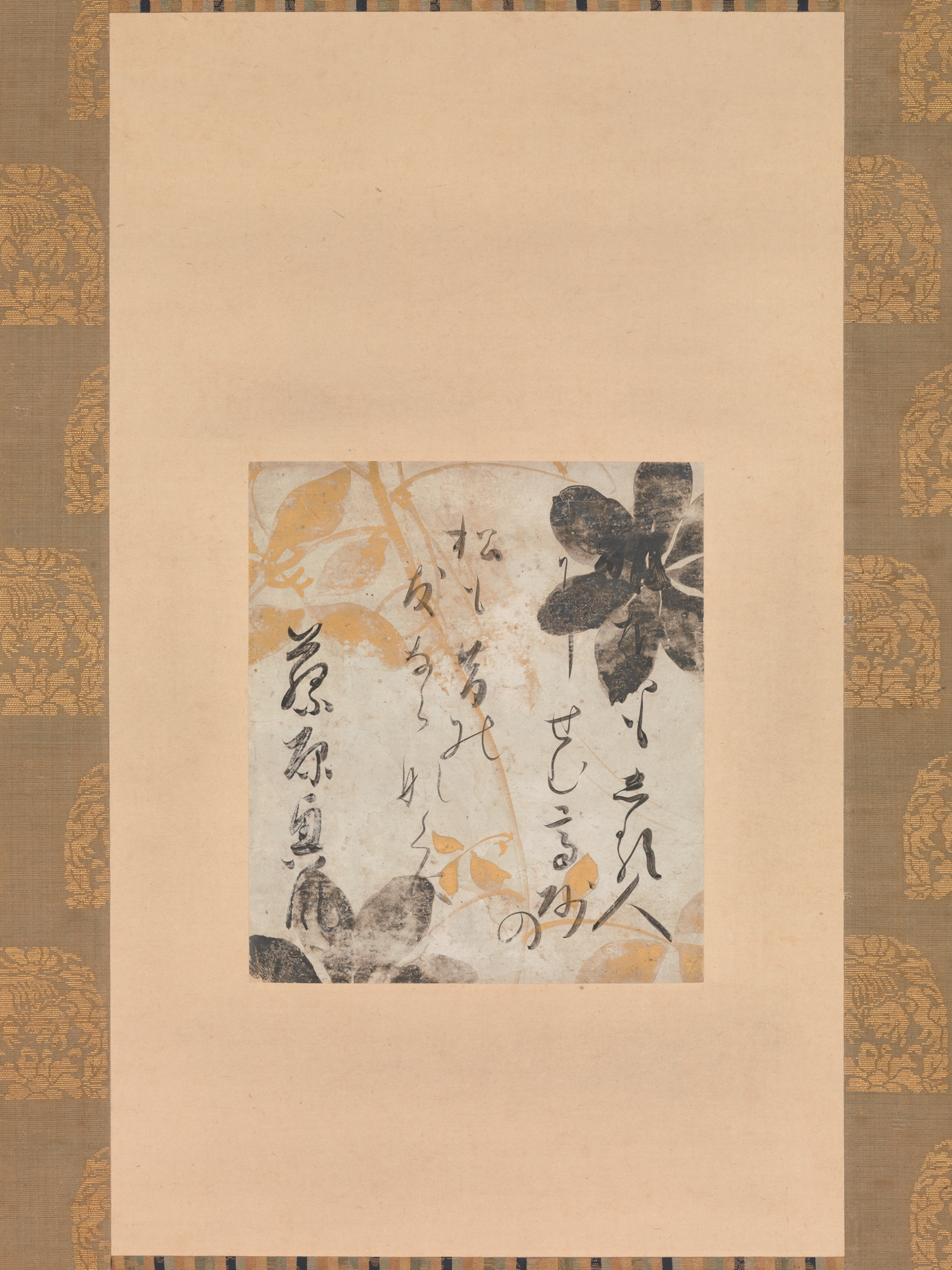
Tawaraya Sōtatsu: Clematis, poema: Fujiwara no Okikaze (s. X), cal·ligrafia: Shōkadō Shōjō. Segle XVII. Rotlle penjant, tinta, or i argent sobre paper de colors. 20,2 × 17,6 cm. MET

#### Sōtatsu i Kōetsu
El pintor que va signar, a partir del 1616, amb el nom Sōtatsu sembla que es deia Tawaraya, que podria ser el nom del seu taller. Les activitats conegudes d'aquest tipus de tallers de decoració, a Kyoto, reuneixen totes les disciplines relacionades amb la pintura: il·luminació, pintura en ventall, fanals, petxines i pantalles, dibuix arquitectònic, dibuix tèxtil, nines, etc. No sols s'orientaven al públic sinó també cap a l'emperador, la cort i l'aristocràcia. Honami Kōetsu és clarament un personatge refinat, un reconegut cal·lígraf, amb un estil d'escriptura viu. La seua participació, al costat del segon mestre de la família, Raku, va obrir el camí a una expressió més personal en la ceràmica. També mantenia relacions amb els shoguns Tokugawa i altres figures de l'elit. Tots dos volien reviure el refinament i l'elegància de la Cort Imperial de Heian (794-1185). Els metalls preciosos, l'or i l'argent, s'empren amb la cal·ligrafia (generalment de Kōetsu), processos molt delicats, fluids i pictòrics (generalment de Sōtatsu), amb una economia de mitjans extrema: traçar corbes amb un sol pinzell, per evocar l'herba, estampació, plantes, grans punts; grups hàbilment disposats i traçats amb dues pinzellades col·locades en creu: no cal més, cada vegada és un ocell diferent qui s'envola!

#### El recordatori del períodeHeian
El 1602 apareix el nom de Sōtatsu en la restauració d'una antiga col·lecció de sutres. Es tracta d'una ofrena col·locada en un santuari per la família Heike l'any 1164, al final del període Heian (segles XI i XII). El període Heian (794-1185) es considera l'"edat d'or" de la cultura japonesa. En aquesta època, el Japó es va emancipar, a poc a poc, de la seua relació amb la Xina per emprendre un camí propi. Encara que el xinés continuà sent la llengua oficial de la cort imperial del període Heian, la introducció del kana va promoure el desenvolupament de la literatura japonesa. Aquestes són les primeres novel·les de la literatura mundial, com El conte de Genji del segle XI, i els poemes yamato-uta (waka), tots escrits en caràcters japonesos i no en xinés clàssic. La pintura yamato, yamato-e, practicada a l'època Heian, empra codis que destaquen de la pintura xinesa, en particular per a la representació d'escenes d'interior, segons la perspectiva amb els sostres eliminats (fukinuki yatai), i per l'estilització dels cossos amb roba de cort, en hòmens i dones. Són les pintures que il·luminen els textos de les novel·les, sobre emaki (corrons narratius pintats), i poemes, o contes, com els Contes d'Ise, en fulls separats. El taller de Tawaraya probablement va crear aquests fulls quadrats, shikishi, o oblongs, tanzaku. La referència al període Heian, a l'estil particular dels dibuixos d'aquesta col·lecció, tindrà una importància essencial per a Sōtatsu i després per a tota l'Escola Rinpa. El començament del període Kamakura (1185-1333), que segueix el període Heian, també en serveix de referència.
Cal dir, en aquest sentit, que aquesta referència a l'època daurada de la cultura japonesa es refereix sobretot a l'aristocràcia, la cort de l'emperador i al mateix emperador, Go-Yōzei (1572 -1617) i Go-Mizunoo (1596-1680), així com als rics mercaders de Kyōto durant aquests anys que van veure l'afirmació definitiva del poder guerrer de Tokugawa Ieyasu (1543-1616) i la seua dinastia. Edo en fou capital administrativa i econòmica el 1603, mentre que Kyoto, amb l'emperador, fou el centre cultural de l'imperi. La referència al període Heian és un moviment elitista: per exemple, la literatura Heian només arribava a la cort i al clergat budista.
Aquesta cultura refinada, al voltant de l'emperador, amb constants referències literàries, es distingeix de la que valoraven els guerrers. Els nous potentats, com els Tokugawa, es van envoltar de signes de poder, figures monumentals de lleons, retrats de guerrers i escenes detallades amb una laboriosa aplicació de les escoles Kanō i Tosa (fundades al segle XV). L'aristocràcia amb l'emperador al capdavant, es distingirà per l'elecció de l'estil Yamato, de finals del període Heian, amb codis particulars i sobris, estil que escapa de la laboriosa aplicació, amb dibuix refinat, i juga amb el poder de l'evocació poètica.

### Art zen a principis del s. XVII
A principis del segle XVII, després d'anys de Guerra civil (Guerra Ōnin) i inestabilitat social, el Govern Shogunat Tokugawa centra esforços en la gestió dels afers de la nació i el neoconfucianisme -valors ètics i socials- i pren el relleu del zen com a forma de pensar dominant del país.
L'interés estatal es va dirigir llavors als grans tallers de l'escola Kanō i a Tawaraya Sōtatsu. El zen i les arts associades foren relegats a un segon pla. El sumi-e, una de les arts associades a aquest moviment espiritual hui exclòs dels focus, esdevindria la manera d'expressió preferida de l'artista marginal que era Niten, més conegut amb el nom marcial de Miyamoto Musashi (1584-1645).

## Fundadors de l'escola Rinpa

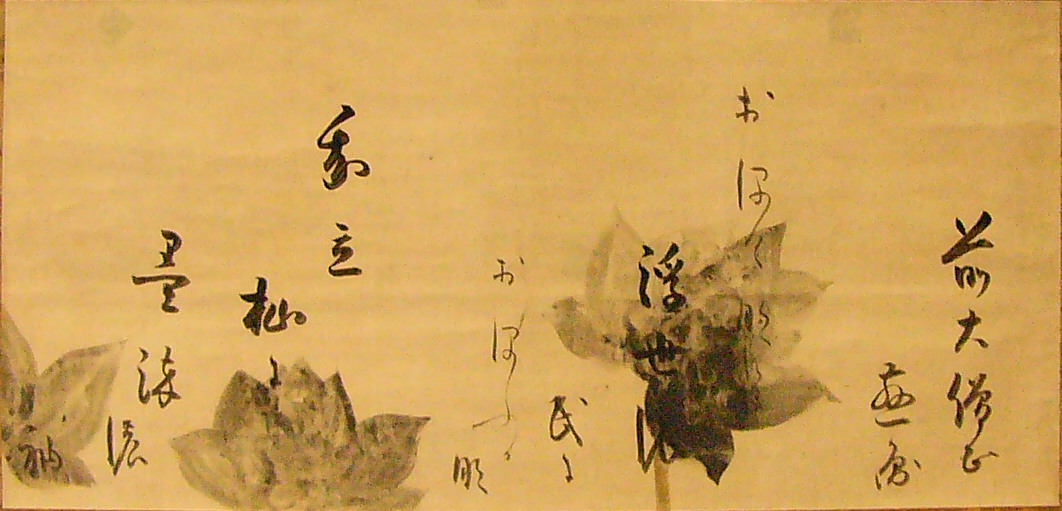
Cal·ligrafia de Honami Kōetsu. Poema: Renkyushita Waka, c. 1600. Tinta sobre paper, 33 cm. Museu Nacional de Tòquio

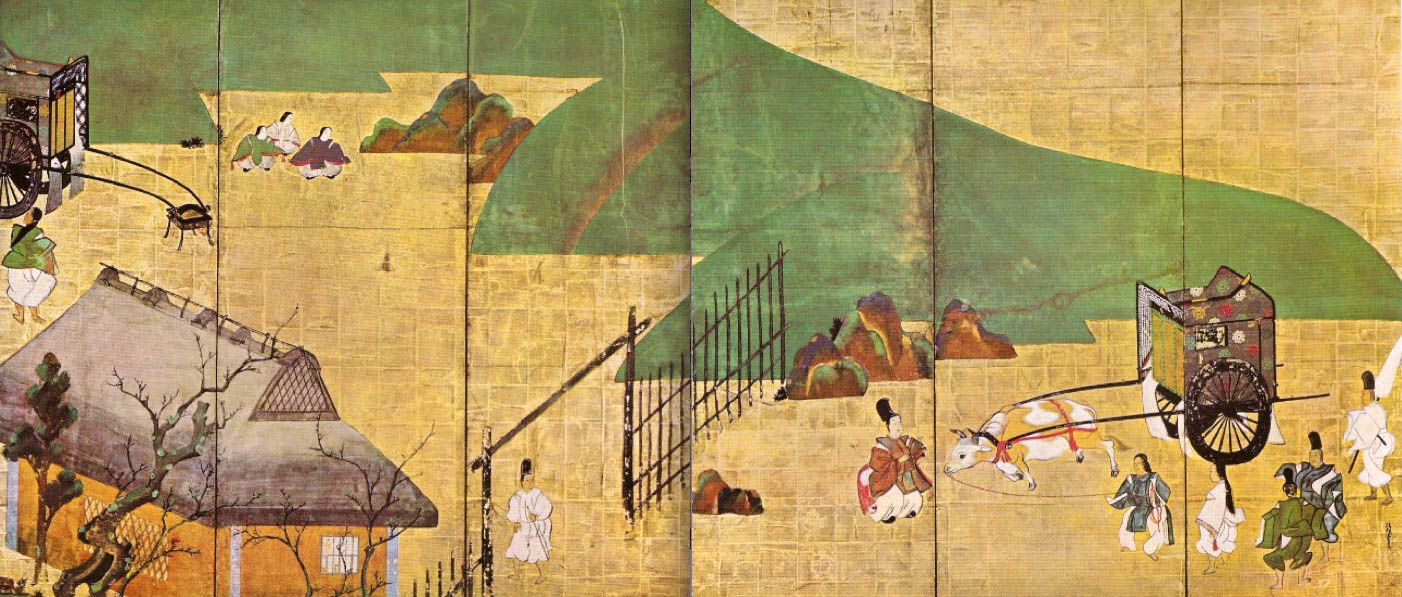
Escena Sekiya de la novel·la de Genji. Tawaraya Sōtatsu, s. XVII. Pantalla amb sis fulles, or i colors sobre paper, 151,7 x 354 cm. Museu d'Art Seikadō Bunko

Honami Kōetsu pertany a una família de polidors d'espases, del nord de Kyoto, que havia servit a la cort imperial i als dos grans militars de l'època, Oda Nobunaga i Toyotomi Hideyoshi; també tenia relacions amb el Shogunat Ashikaga. El pare de Kōetsu s'especialitzà en espases per a la noble família Maeda, i el mateix Kōetsu va continuar amb aquesta família la reparació de fulles, laques i nacre -materials per als mànecs i proteccions de l'espasa- a més d'altres activitats semblants que tenia en l'àmbit de l'art, activitats que el van posar en contacte amb artistes. Això el va dur al camp de la pintura, la cal·ligrafia, el treball de laques i a ser col·leccionista de cal·ligrafies antigues i un entusiasta de la cerimònia del te amb el mestre Furuta Oribe (1543-1615). En aquest camp de la ceràmica japonesa, fou un creador de bols de te amb la tècnica Raku. El seu estil, en pintura, es basa en l'art aristocràtic del període Heian.
Kōetsu coneixia Tawaraya Sōtatsu. A la primeria de la seua carrera, aquest artista treballà en el taller Tawaraya, que proporcionava a l'emperador i a la cort papers decorats per a cal·ligrafia. En aquest taller, també va pintar ventalls, abans de rebre encàrrecs més importants, com la restauració d'un antic recull de poemes del període Heian. Aquest període, tant a l'emperador com a la cort, fou com una edat d'or.
Sōtatsu també reviu la pintura del període Heian, o Yamato-e, aportant el seu esperit innovador i els seus processos sorprenents. Tenia habilitat en l'aplicació de motius literaris específics dels rotlles horitzontals als seus ventalls, després als rotlles verticals i a les pantalles. En contrast amb l'estil sobri de l'escola Tosa, feia contorns suaus i formes expansives. L'èxit d'un motiu com el de l'illa de Matsushima provenia de la càrrega poètica i pictòrica d'aquest lloc, un meisho-e inefable, segons el poeta Matsuo Bashō, que el va visitar el 1689. En l'evocació de l'illa, Koetsu no utilitza la descripció continguda en el conte de Genji, només illots i onades, traçades en rentat d'or i argent.
Els dos mestres col·laboraren en moltes ocasions, i Sōtatsu subministrava a Kōetsu pa d'or. El mateix Sōtatsu va reviure el gènere clàssic del Yamato-e (període Heian, segles VIII - IX) que va inspirar Kōetsu, aportant línies atrevides i dibuixos de colors sorprenents, així com altres aportacions tècniques, com ara l'estampació de plantes directament sobre la làmina. Junts, van reviure el Yamato-e (pintura japonesa antiga) aportant-hi innovacions contemporànies. Les seues obres recordaven les produccions d'aleshores de l'escola Kanō, tot i que aquesta darrera apuntava a un art clarament més aristocràtic i ornamentat, mentre que Kōetsu i Tawaraya Sōtatsu es preocupaven per pintures que evocaven la natura pel que "ella ens suggereix".

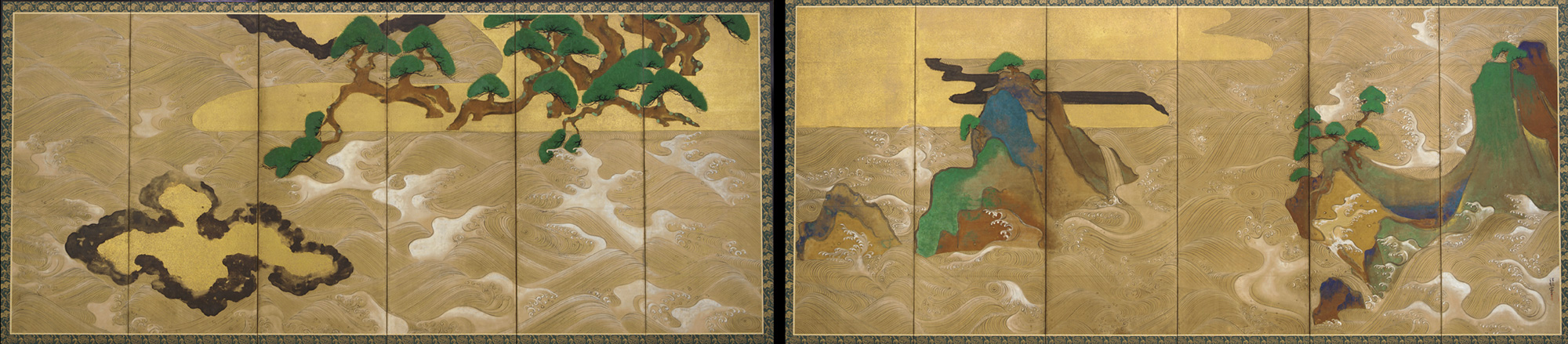
Tawaraya Sōtatsu. Onades a Matsushima. Parell de mampares amb 6 fulles. Colors, pa d'or sobre paper, 152 × 355. Washington, Freer Gallery of Art

L'estil de l'escola Rinpa dibuixava temes senzills trets de la natura, com ara ocells, plantes i flors, amb un fons de pa d'or. Moltes d'aquestes pintures adornaven portes corredisses i plafons de paret (fusuma) de les cases nobles. Koetsu i Sotatsu van viure el final de la tumultuosa era Momoyama "sense que la seua estètica es veiés influïda per les demandes dels constructors de castells. Van romandre, per contra, fidels a la decadència de la cort imperial i a les tradicions refinades de l'antic Japó".

## Evolució posterior

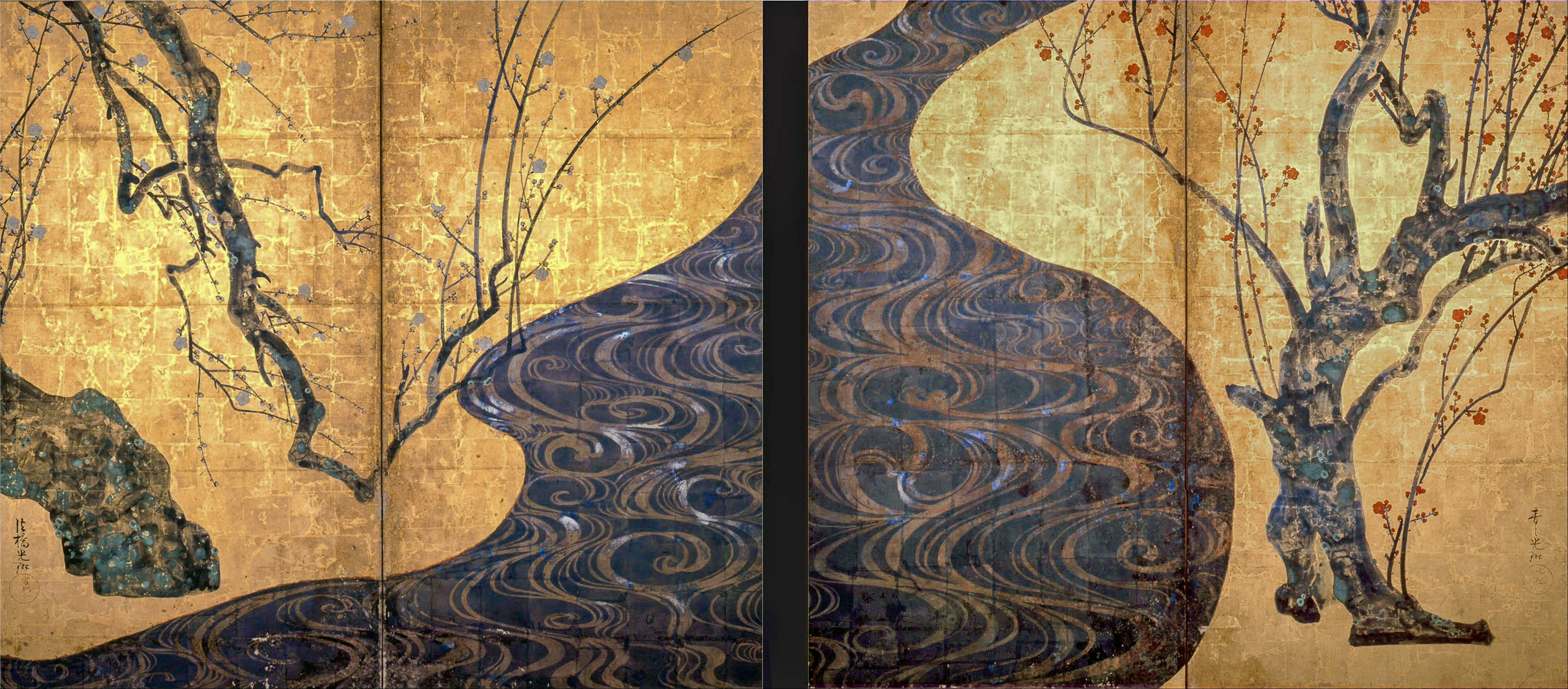
Ogata Korin, cap al 1700-1716. Prunera vermella i prunera blanca, en flor. Tinta, colors, or sobre paper, full d'argent sulfurat parcialment emmascarat. 156,5 x 172,5 cm, cada pantalla. Museu d'Art MOA
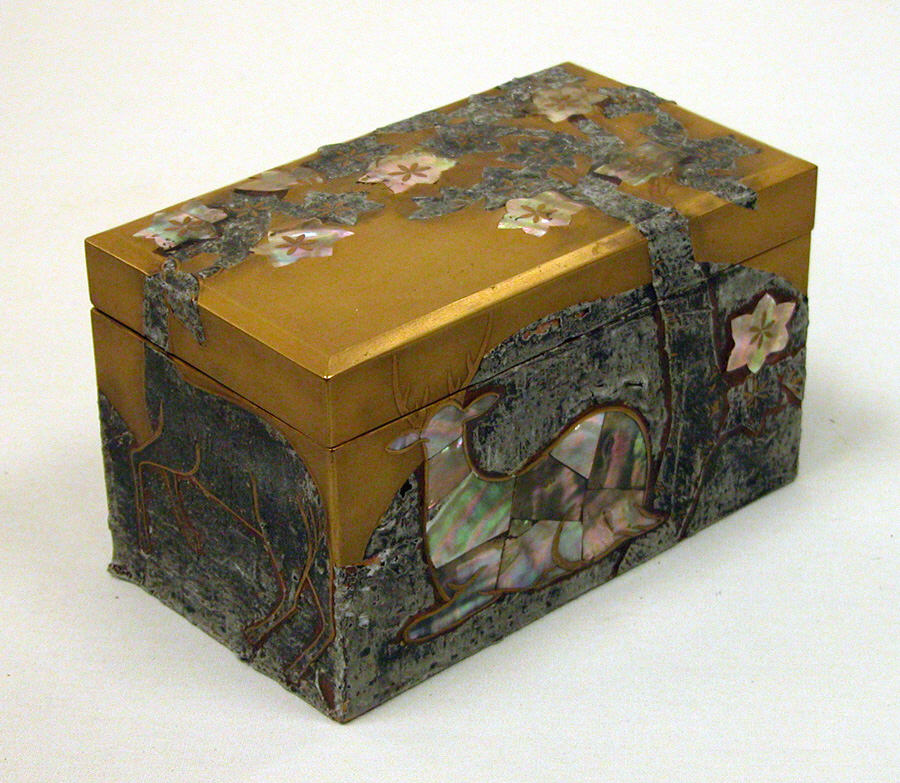
Ogata Korin. Caixa, laca, incrustacions d'or, nacre i peltre. MET
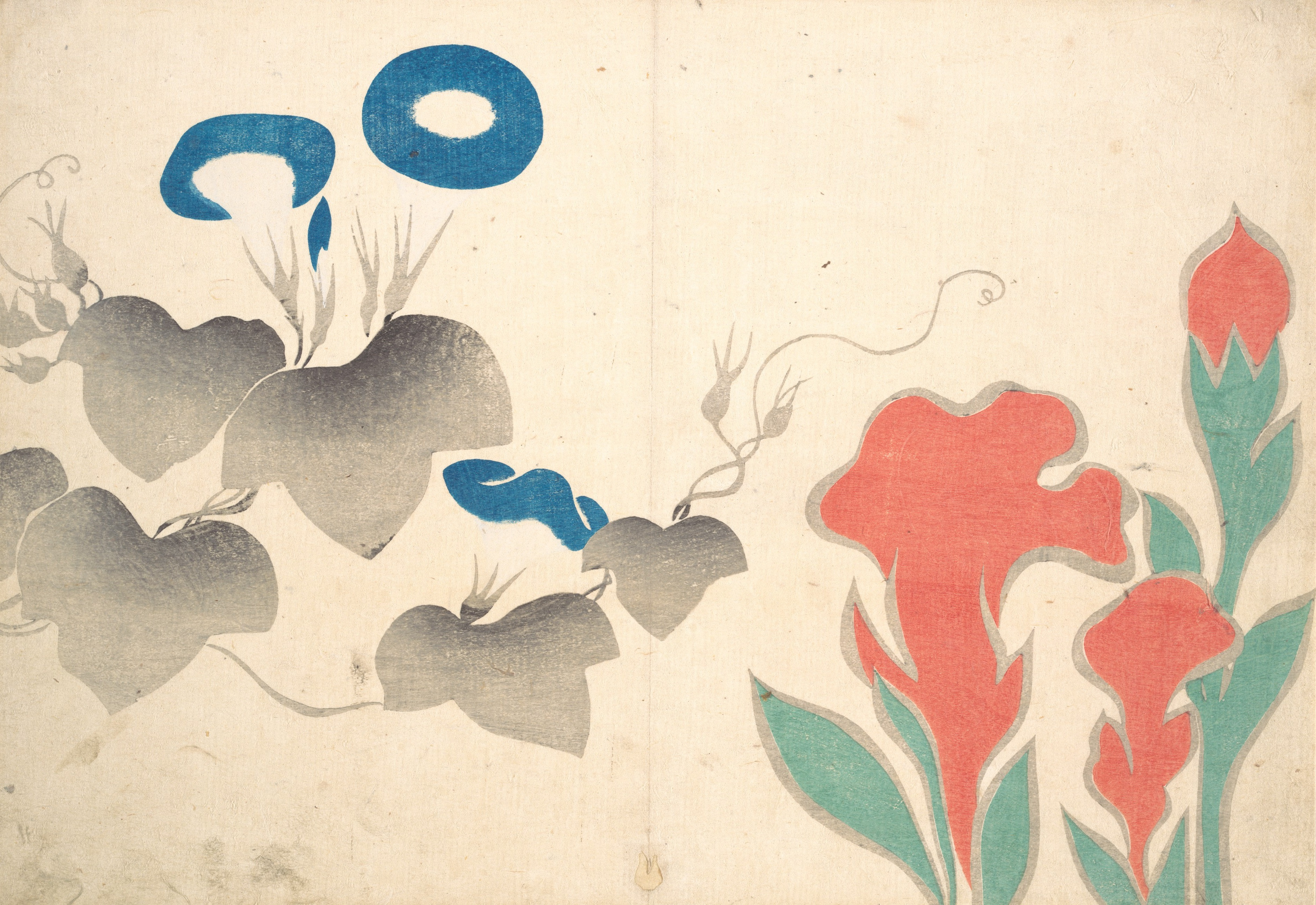
Ogata Korin. Volubilis, i altres flors. Xilografia. Museu Metropolitan d'Art
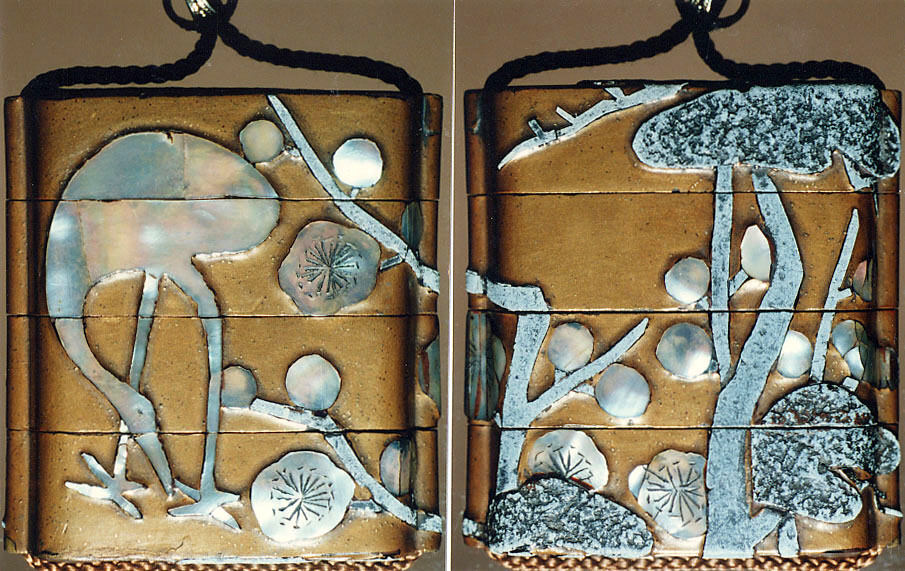
Ogata Korin. Inrō, laca i pols d'or, nacre. Museu Metropolitan d'Art
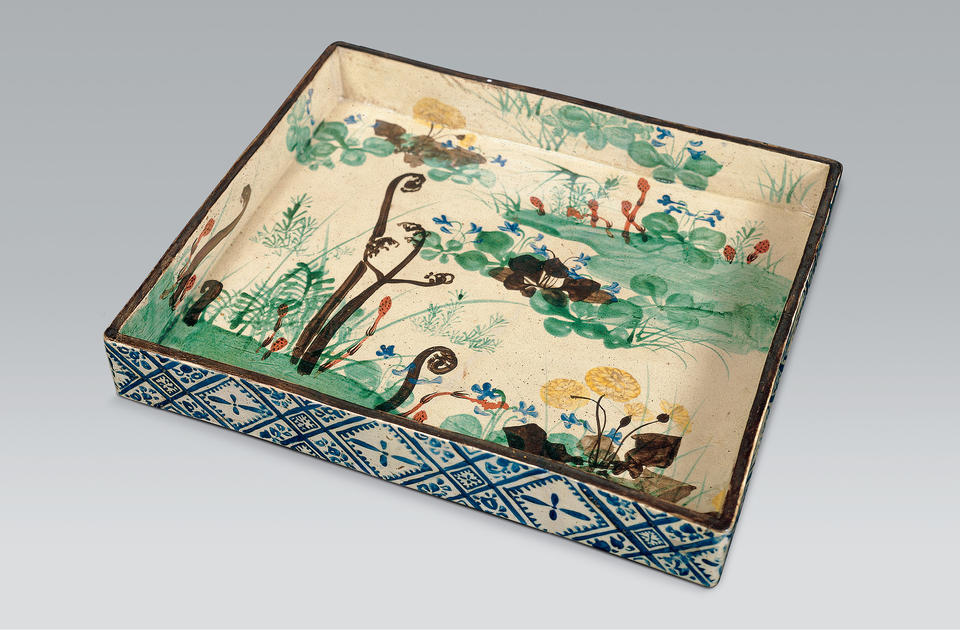
Ogata Kenzan. Plat, gres, esmalts (5,2 x 36,7 x 31,6 cm). MET
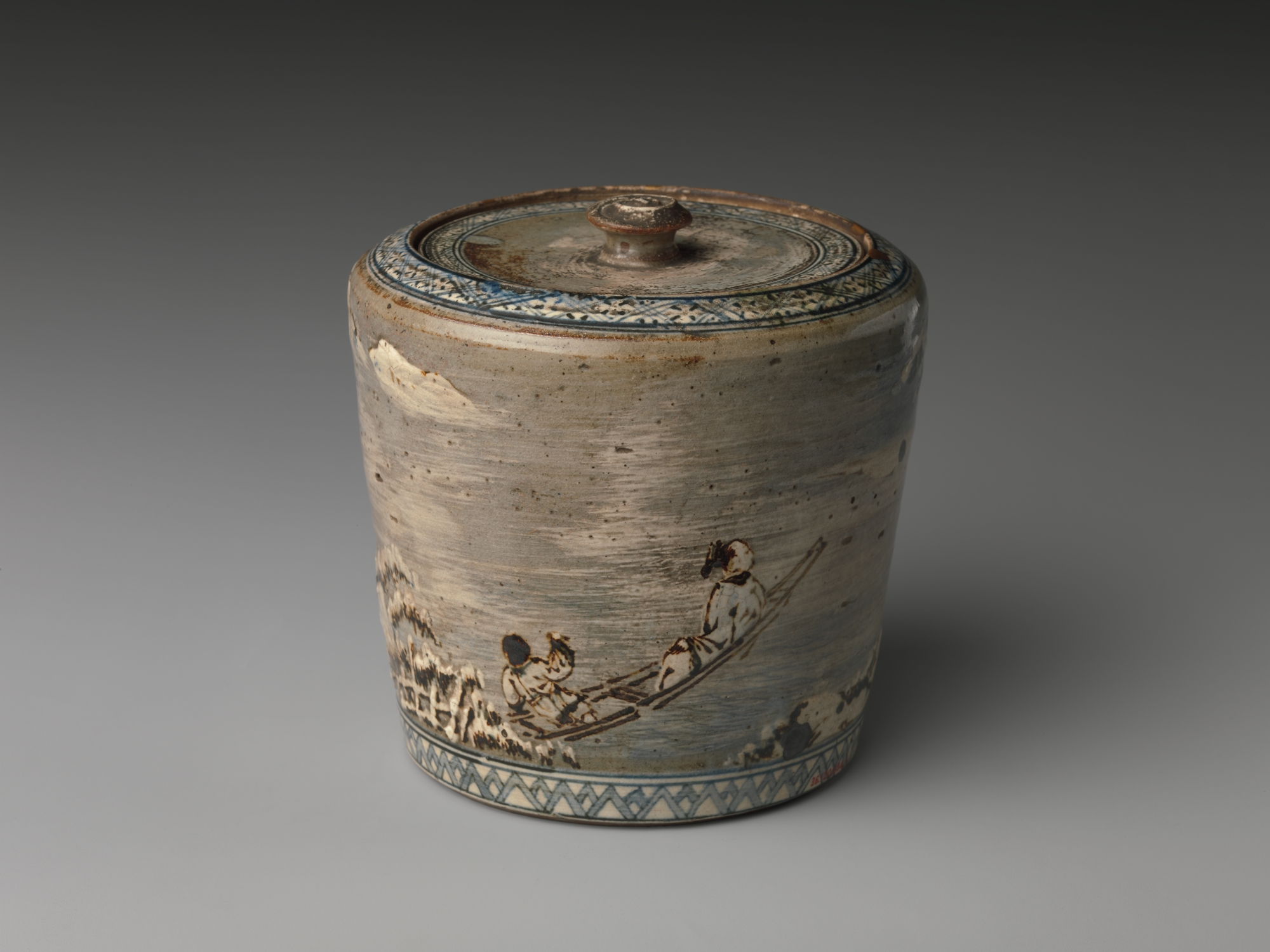
Ogata Kenzan, vers el 1705. Test, argila dura i lleu; esmalt gris blavós, ratllat, mostra un esmalt blanc; personatges i paisatge en lleuger relleu lliscant. MET

A l'escola Rinpa continuen sorgint personalitats innovadores. Ogata Kōrin (1658-1716), fill d'un pròsper comerciant de Kyoto, també va rebre una formació en estil Rinpa. Les innovacions de Korin representen la natura d'una manera més abstracta i menys convencional, amb gradacions de color i barreges per aconseguir certs efectes. Korin també fa un ús extensiu de materials preciosos com or o perles, mantenint-se fidel a la "signatura" habitual de l'escola Rinpa.
El seu germà, Ogata Kenzan, en el seu gran interés per la cerimònia del te, va estudiar l'art ceràmic del seu país. Admirador de Ninsei, amb la seua sumptuosa decoració, es va convertir en ceramista professional i treballà amb Korin, que va crear-ne les pintures. Ell mateix cal·ligrafia els poemes. La seua col·laboració continua fins al 1701. Els seus motius reprenen els de la poesia japonesa, que són també els preferits de l'escola Rinpa: "fulles d'auró surant al riu Tatsuta, agrons volant, flors de rosella, etc.".
Fou en aquest període, la famosa era Genroku (1688-1704), una època d'auge cultural, quan l'escola Rinpa arribà al cim del seu art.

Llavors tres artistes són continuadors de l'esperit Rinpa, a Kyoto: Watanabe Shikō (1683-1755), Fukae Roshū (1699-1757) i Nakamura Hōchū (?-1819).

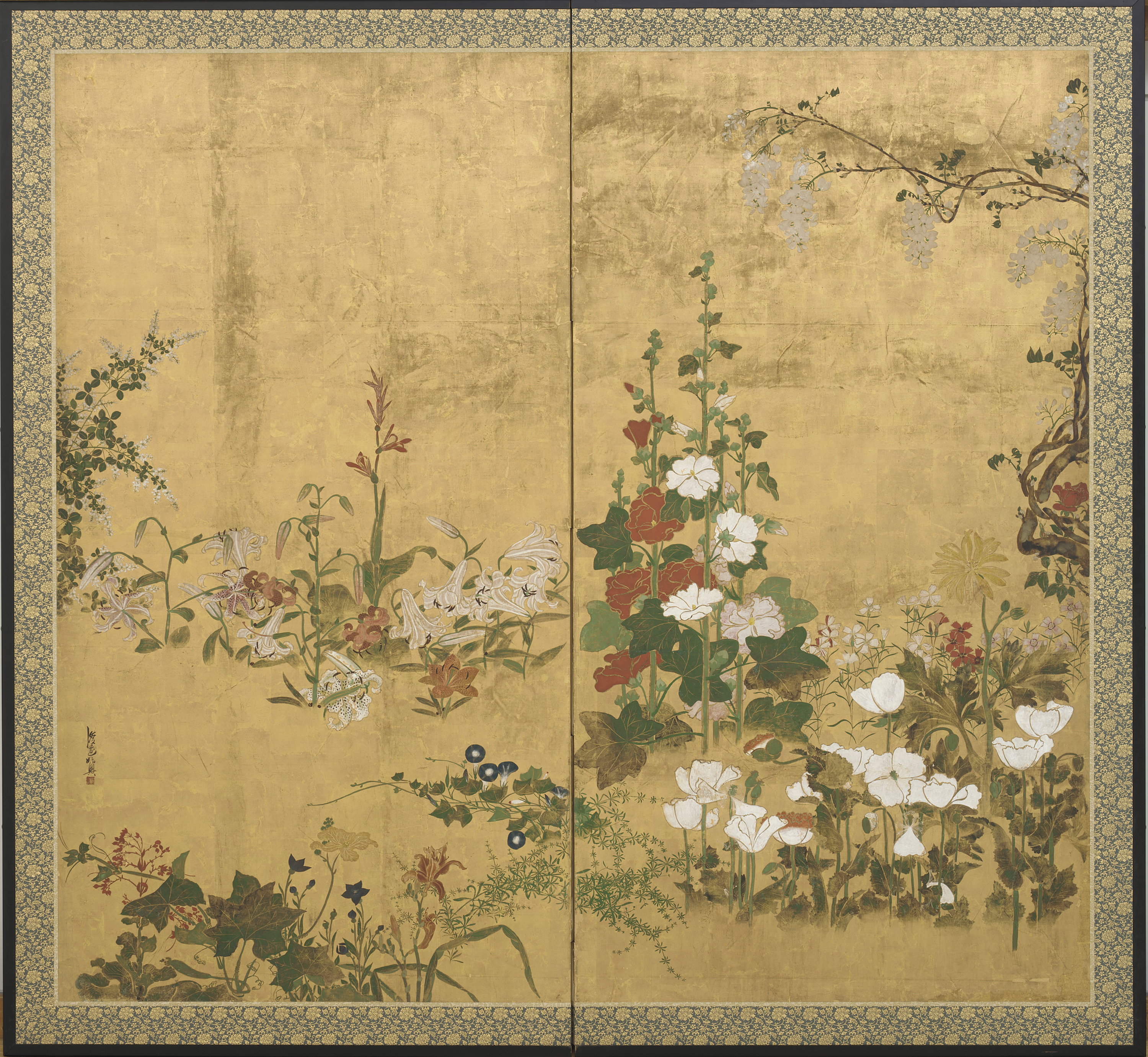
Watanabe Shiko, Flors. Paravent de dos plafons, 192,1 x 206,8 cm, vers 1683-1755. Freer Gallery of Art
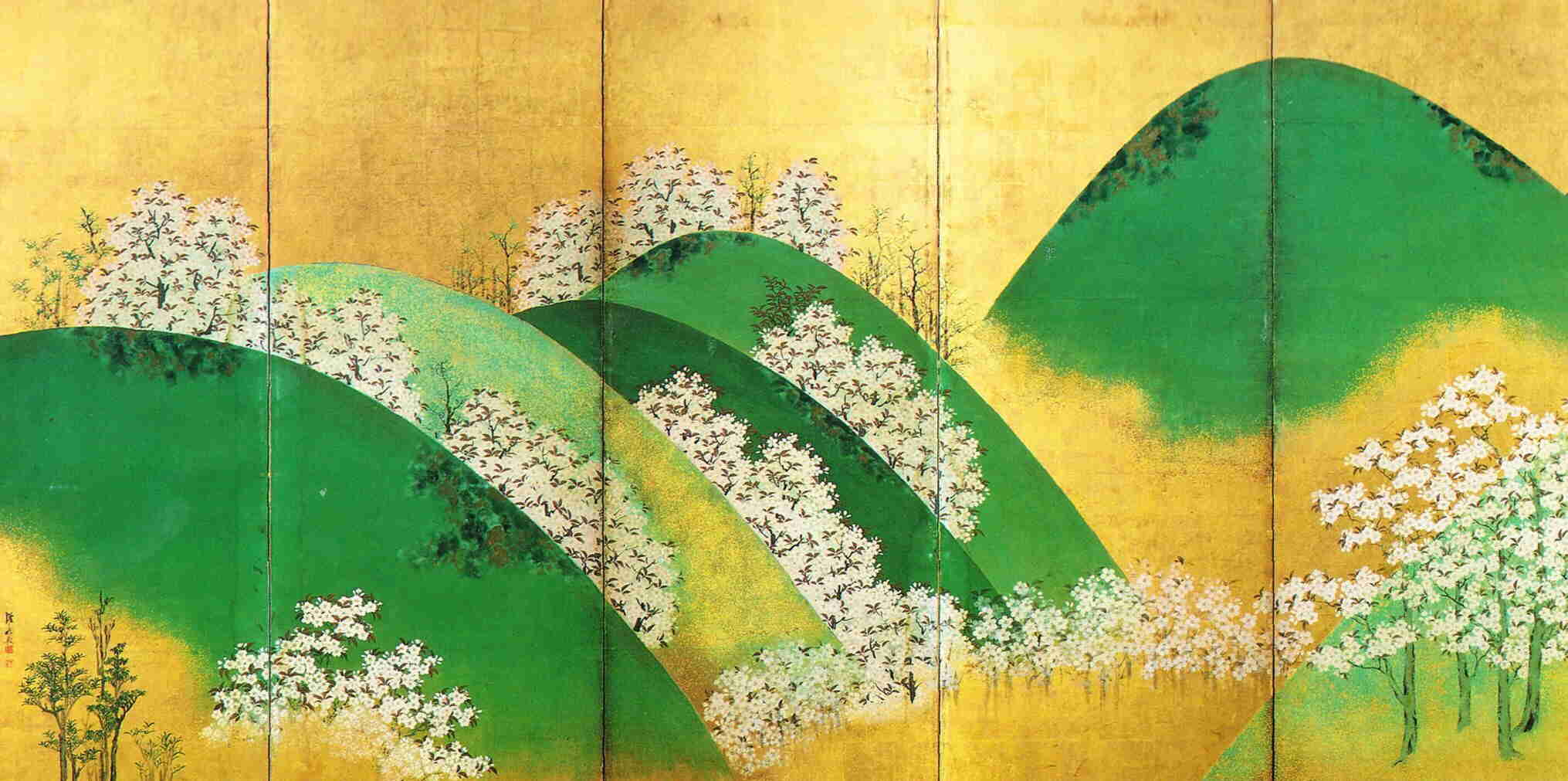
Watanabe Shiko. Yoshino. Paravent (de 6 panells), abans del 1755. Tinta i colors sobre pa d’or sobre paper
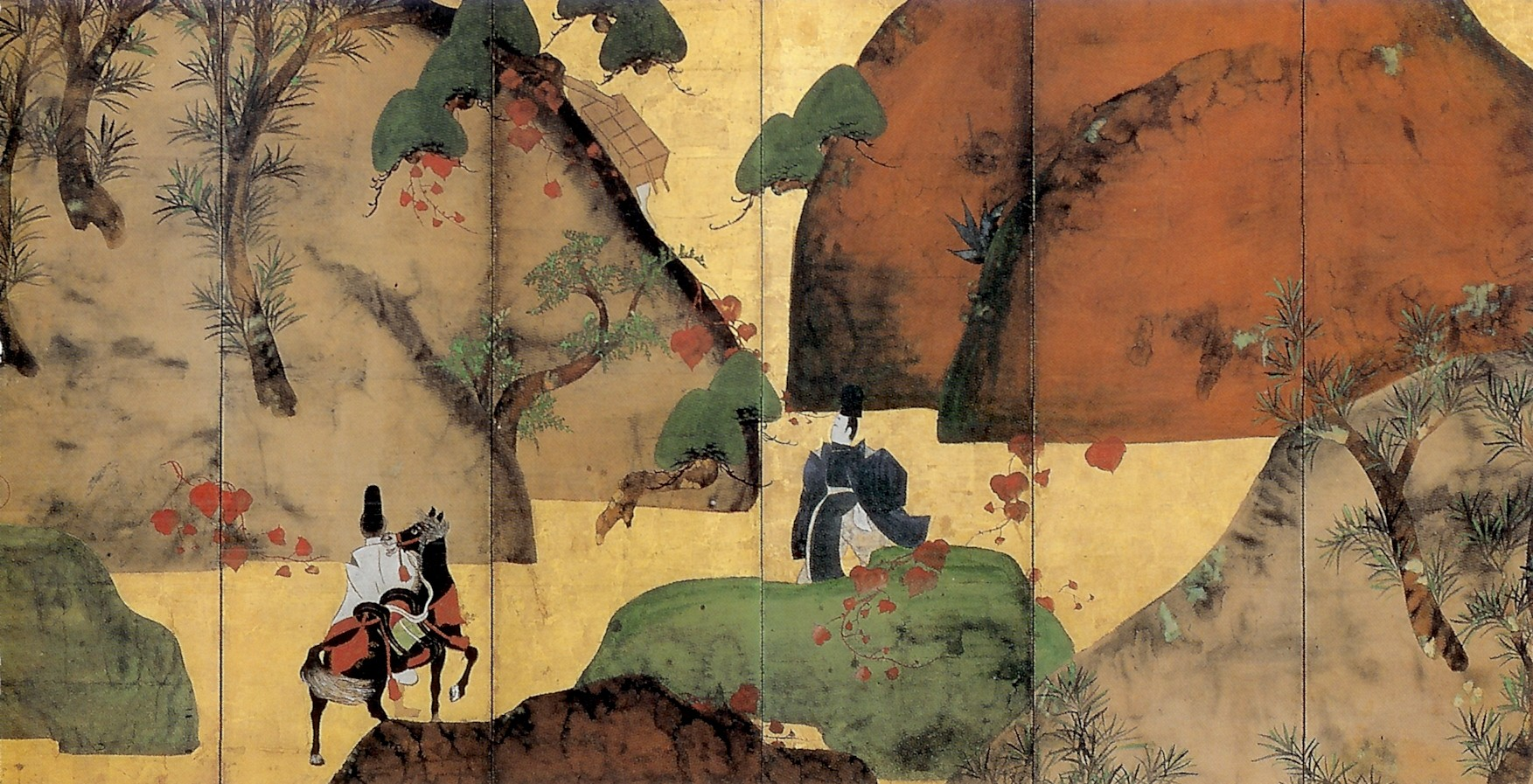
Fukae Roshu. El camí estret (? trad. aprox.) Paravent de 6 plafons, color sobre paper i pa d'or, abans del 1757
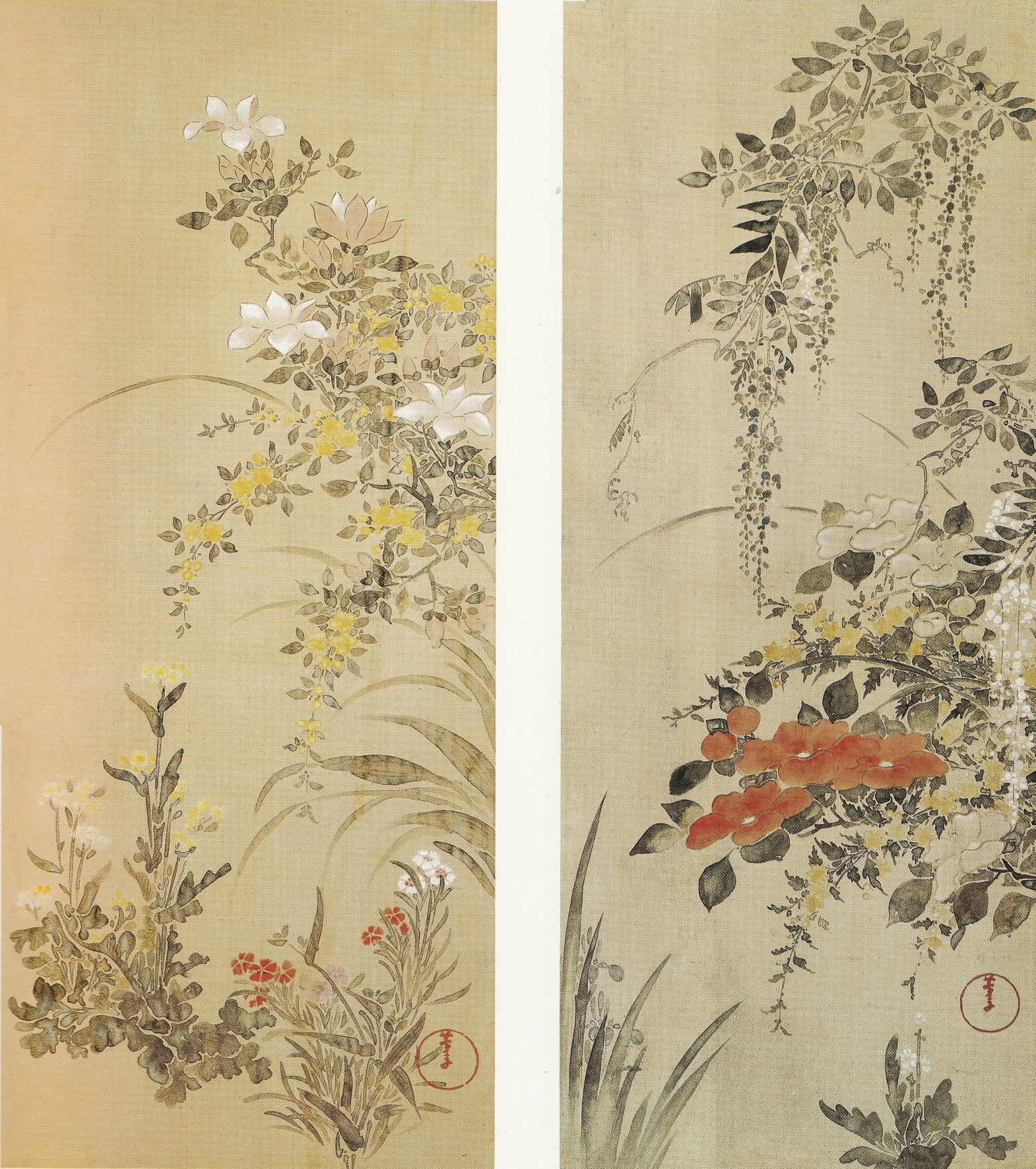
Fukae Roshū. Dos de sis rotlles verticals amb el tema de les estacions. Abans del 1758
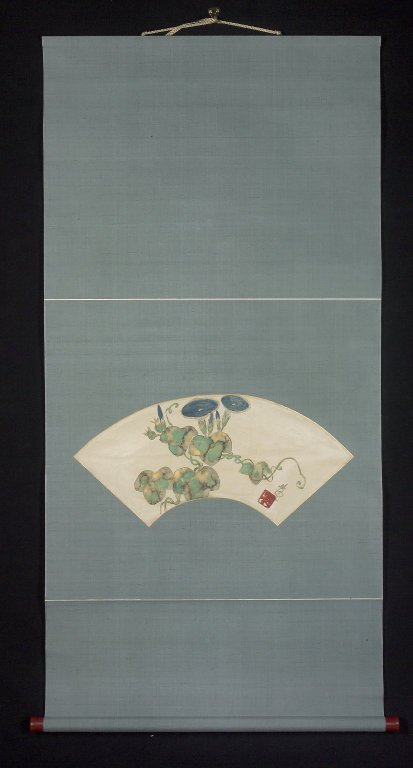
Nakamura Hōchū. Volubilis. Rotlle vertical, tinta, or i color sobre paper, 19,1 × 51,4 cm, entre 1780 i 1810. Museu de Brooklyn
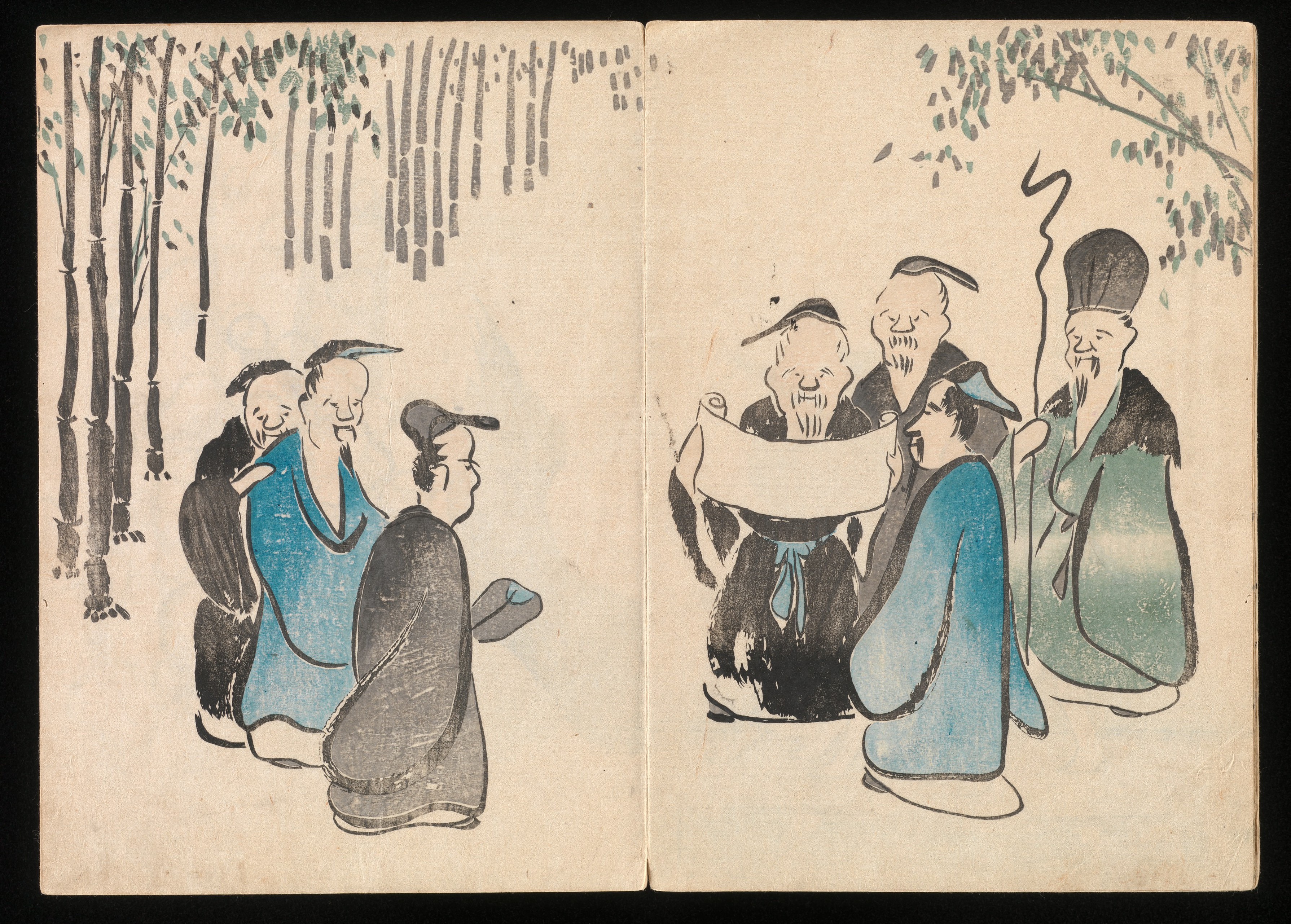
Nakamura Hōchū. L'album de Korin. Xilografies policromes, dos volums, 21,7 x 19,4 cm, 1802. Metropolitan Museum of Art

Al segle XIX, amb dos àlbums gravats en fusta, Sakai Hōitsu (1761-1829) continuà donant a conéixer l'art de Korin des d'Edo. És una exposició que recull totes les pràctiques de l'artista conservades a Edo l'any 1815. La notable qualitat dels gravats i la riquesa d'informació que els acompanya el fan quasi un catàleg raonat de l'obra conservada a Edo. Les reedicions van arribar-ne, del 1843 ençà, a l'Europa influenciada per la moda del japonisme, aleshores Art Nouveau o Modernisme. A cavall del XIX i XX, molts francesos estan tocats per l'art de Rinpa, entre d'altres, els crítics Philippe Burty, Louis Gonse i Théodore Duret, el gravador Henry Rivière, l'impressor Charles Gillot i el dissenyador de moda Jacques Doucet.

## Kamisaka Sekka: important artista del segle XX
Kamisaka  Sekka ( 坂 雪 , 1866-1942) és una figura artística important del Japó de començaments del segle xx. Nascut a Kyoto en una família de samurais, es relaciona amb l'escola tradicional Rinpa. Es considera el darrer gran conreador d'aquesta tradició artística. En reprén els temes i aplica aquest estil a la producció de motius per a teles. Estimula també la recerca aplicada al disseny al 1902, en un esperit que s'acosta a l'Art Nouveau. Assisteix, al 1901, a l'Exposició Internacional de Glasgow.

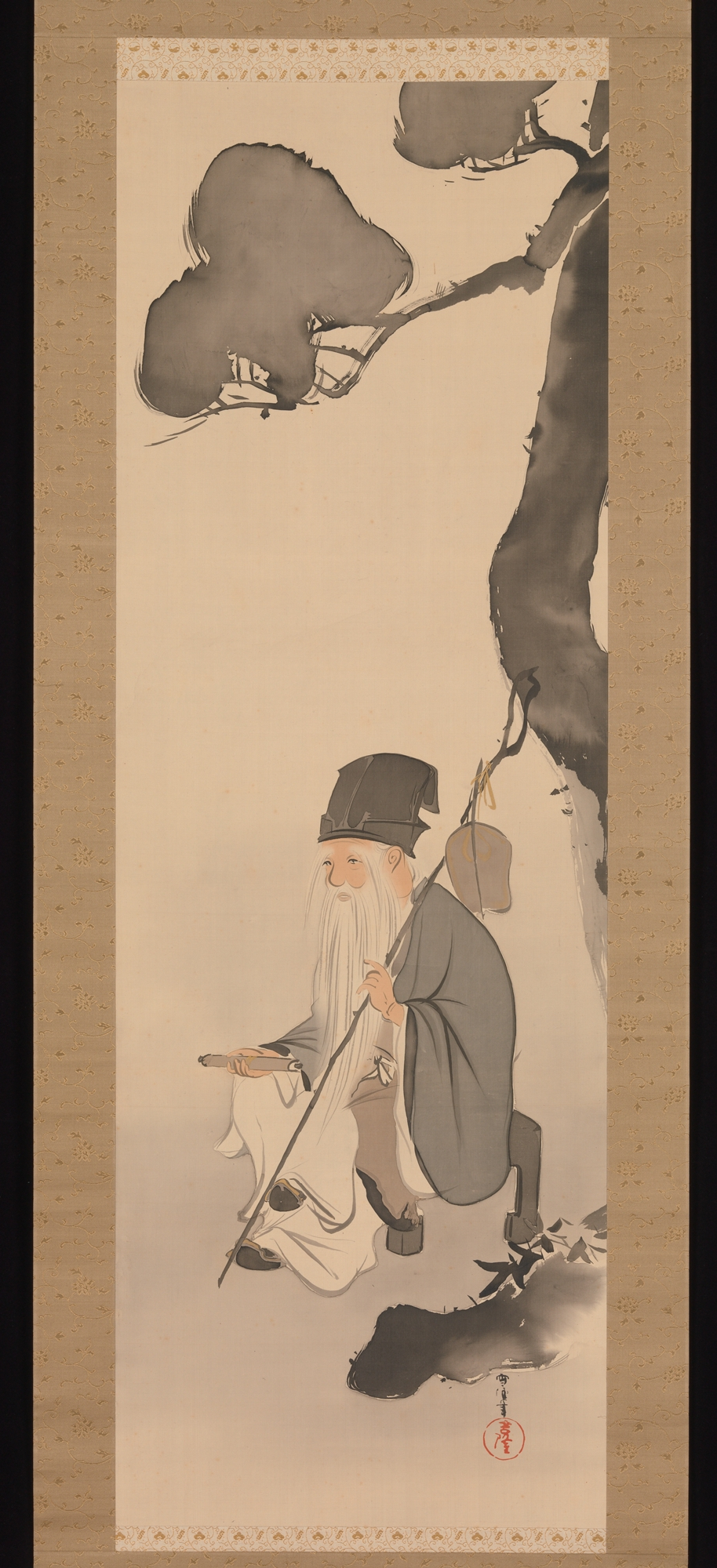
Kamisaka Sekka. Rotlle penjant, tinta i color sobre seda, 123,2 × 41,8 cm, Museu Metropolitan d'Art
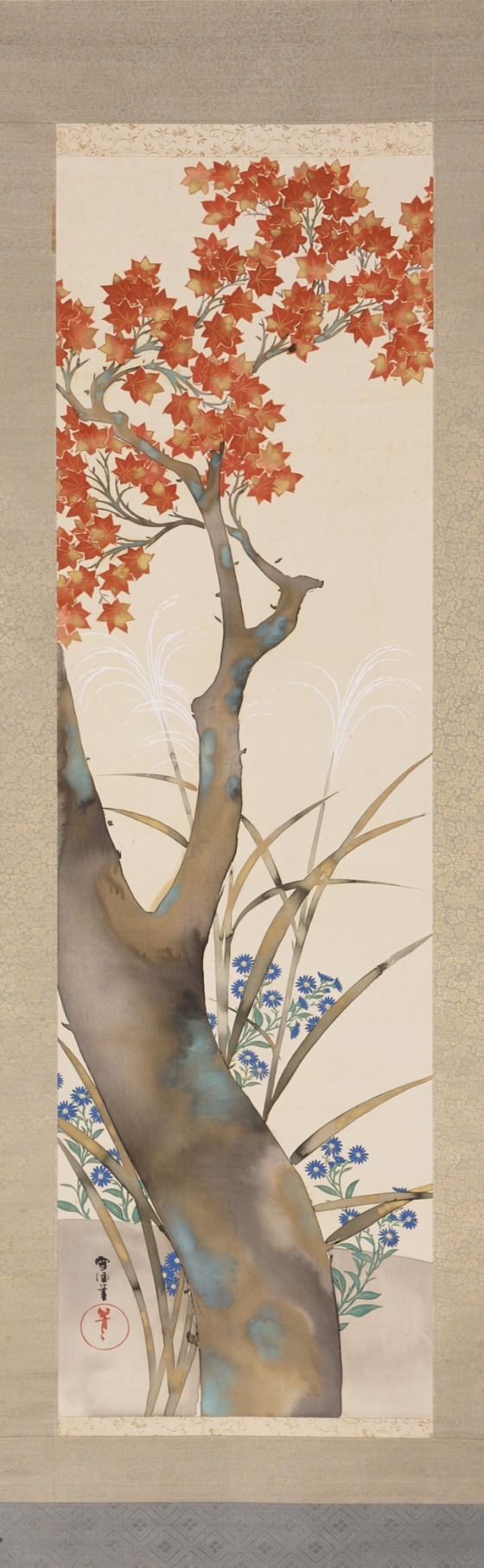
Kamisaka Sekka. Auró de tardor, color i tinta sobre seda, finals s. XIX, 139,1 × 41,6 cm, Museu d'Art del Comtat de Los Angeles
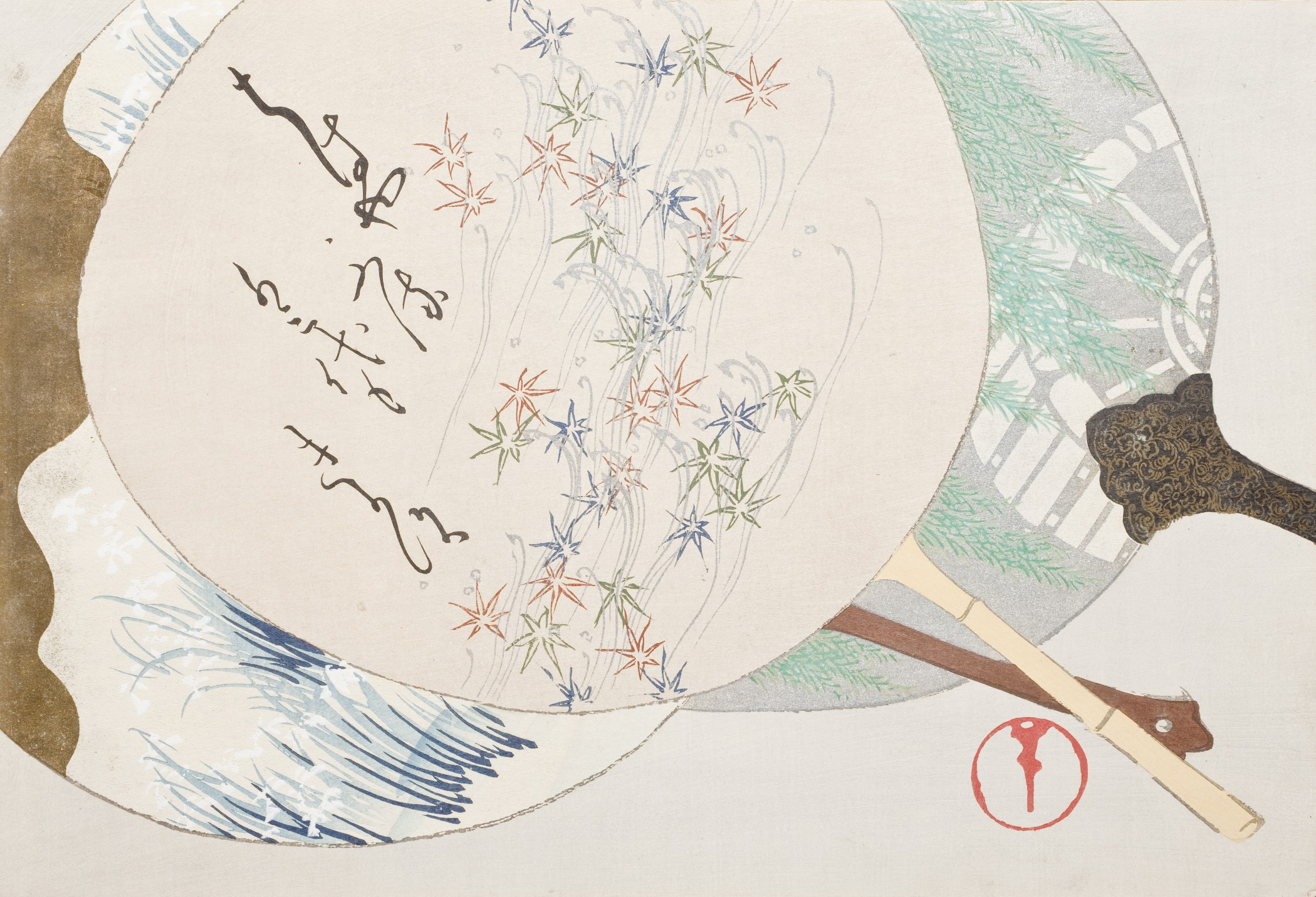
Kamisaka Sekka. Mil herbes (Chigusa), cap al 1900, 24,1 × 35,5 cm, Museu d'Art del Comtat de Los Angeles
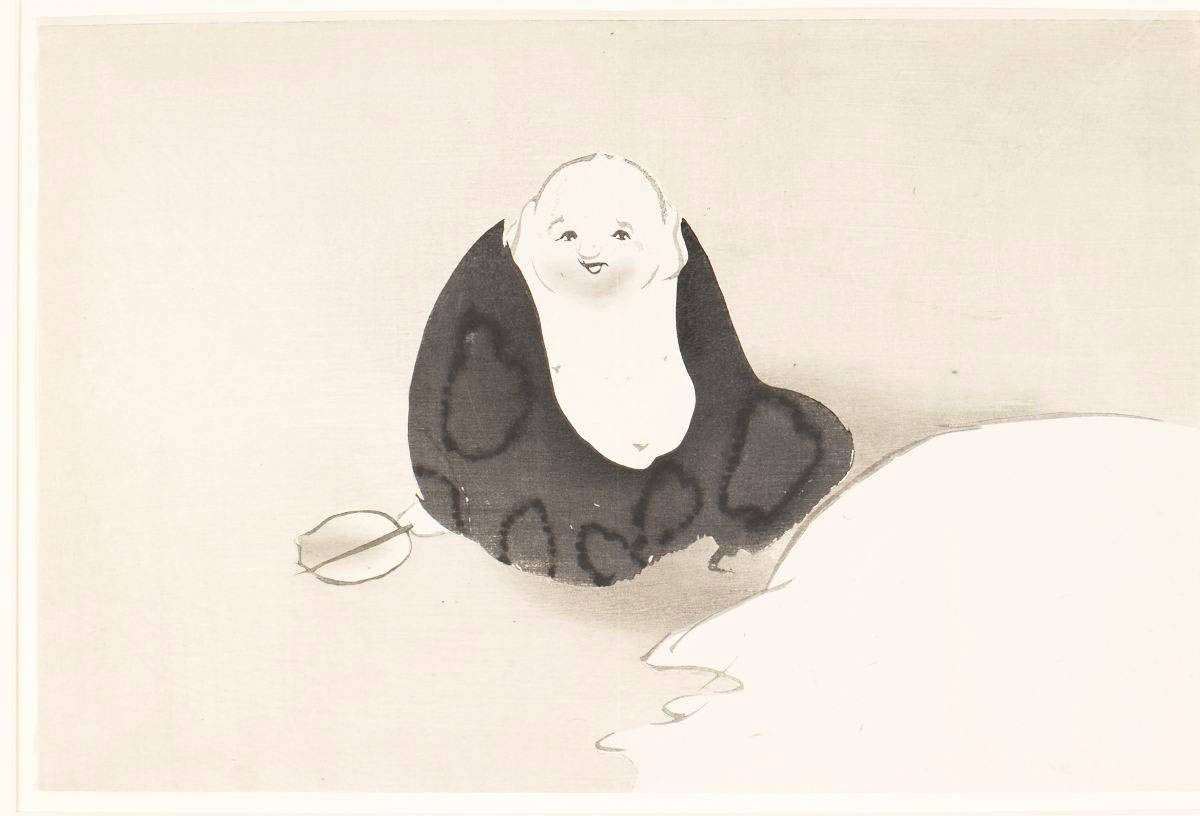
Kamisaka Sekka. Momoyagusa 1, tinta i color sobre paper, vers 1909-1910. 29,8 cm x 44,7 cm. Museu i Galeria d'Art de Birmingham
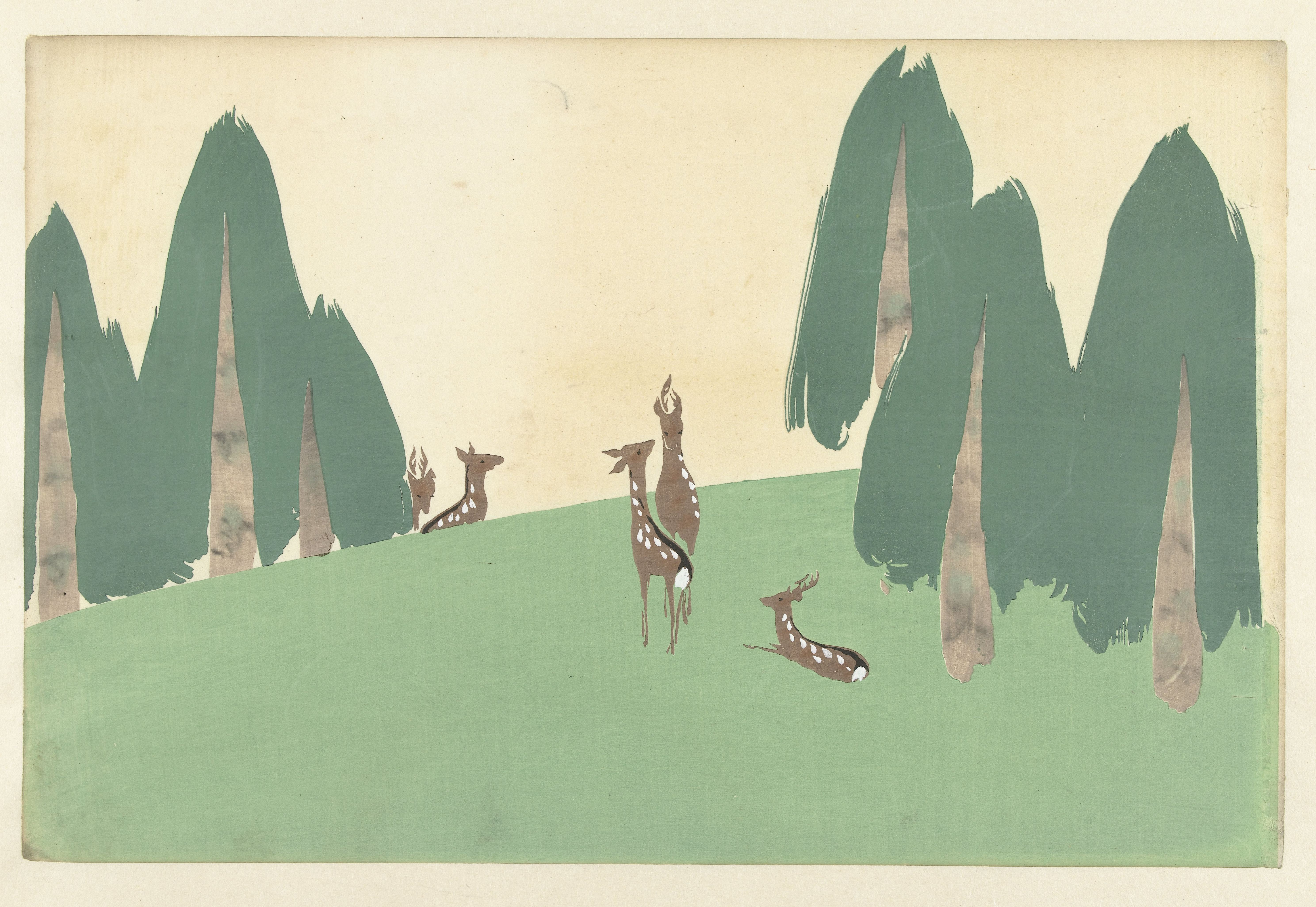
Kamisaka Sekka. 1909. Parc de Kasugano a Nara. Cinc cérvols a la gespa amb arbres. Impressió, 30 x 46 cm
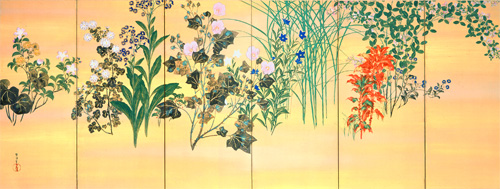
Kamisaka Sekka. Pantalla plegable amb flors de quatre estacions, entre 1912 i 1926, Museu Hosomi, Kyoto
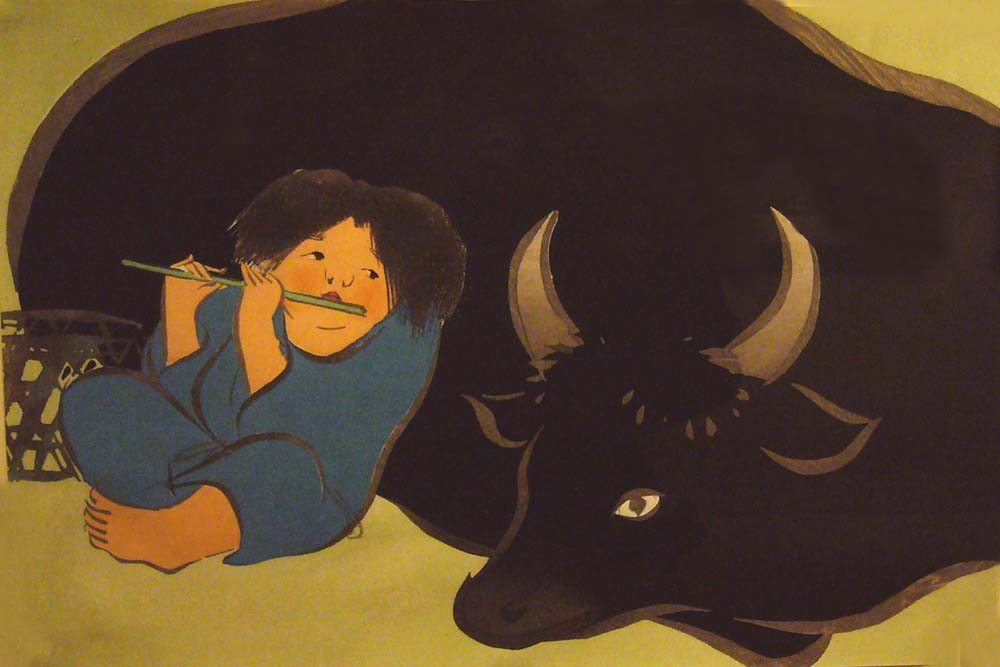
Kamisaka Sekka. Bokudō, vers 1909-1910, xilografia, Un món de coses

## ExposicióTresors de Kyoto, Museu Cernuschi, 2018
Aquesta presentació recull els tres segles d'existència d'aquesta escola i tots els seu gèneres de creació. Els artistes més representatius hi apareixen, però la fragilitat de les obres en requereix una renovació parcial. S'hi exhibiren, entre d'altres, els Déus del Vent i del Tro del Tresor Nacional de Tawaraya Sōtatsu, guardats al Temple Kennin-ji de Kyōto i només visibles en molt poques ocasions.

## Principals artistes de Rinpa
- Honami Koetsu
- Tawaraya Sōtatsu
- Ogata Korin
- Ogata Kenzan
- Sakai Hōitsu
- Kiitsu Suzuki
- Kamisaka Sekka